# Болести (Мазовецьке воєводство)
Болести (пол. Bolesty) — село в Польщі, у гміні Ольшанка Лосицького повіту Мазовецького воєводства. Населення — 96 осіб (2011).

## Історія
За даними етнографічної експедиції 1869—1870 років під керівництвом Павла Чубинського, у селі переважно проживали римо-католики, меншою мірою — греко-католики, які здебільшого розмовляли українською мовою.
У 1975—1998 роках село належало до Білопідляського воєводства.

## Демографія
Демографічна структура станом на 31 березня 2011 року:
|          | Загалом | Допрацездатний вік | Працездатний вік | Постпрацездатний вік |
| -------- | ------- | ------------------ | ---------------- | -------------------- |
| Чоловіки | 43      | 8                  | 27               | 8                    |
| Жінки    | 53      | 10                 | 30               | 13                   |
| Разом    | 96      | 18                 | 57               | 21                   |